# Fort de Montcorin
Le fort de Montcorin est un fort construit entre 1877 et 1879 dans la commune d'Irigny, culminant à 270 mètres et couvrant l'ouest de Lyon. Il est l'un des maillons de la deuxième ceinture de Lyon et plus globalement du système Séré de Rivières.

## Utilisation contemporaine
Le fort supporte depuis les années 1960 un château d'eau cubique, de la même façon que les forts de Bron et Côte-Lorette.
Une course reliant les forts de Champvillard et Montcorin est organisée depuis 1994 dans la commune.